# Hell in a Cell 2022
Hell in a Cell 2022 è stata la quattordicesima edizione dell'omonimo pay-per-view di wrestling prodotto dalla WWE. L'evento si è svolto il 5 giugno 2022 all'Allstate Arena di Rosemont, Illinois ed è stato trasmesso in diretta su Peacock negli Stati Uniti e sul WWE Network nel resto del mondo.

## Storyline
Dopo aver sconfitto Seth Rollins sia a WrestleMania 38 che a WrestleMania Backlash, Cody Rhodes ottenne un match per lo United States Championship di Theory durante la puntata di Raw del 9 maggio, dove però trionfò solamente per squalifica (e senza, quindi, conquistare il titolo) a causa dell'interferenza dello stesso Rollins. La settimana successiva, Rhodes sfidò Rollins ad un hell in a cell match per l'omonimo evento, con quest'ultimo che accettò.
A WrestleMania 38, Bianca Belair sconfisse Becky Lynch conquistando così il Raw Women's Championship. Nella puntata di Raw del 25 aprile, Lynch pretese una rivincita per il titolo, ma fu interrotta dalla rientrante Asuka, assente da nove mesi, che la attaccò. Nella puntata di Raw del 9 maggio l'official Adam Pearce sancì un match non titolato tra Asuka e Belair, dichiarando che, in caso di vittoria, la stessa Asuka sarebbe poi diventata la prima sfidante alla cintura femminile, ma l'incontro terminò tuttavia in no-contest a causa dell'interferenza di Lynch, la quale attaccò brutalmente entrambe. La settimana successiva, Asuka batté poi Lynch per ottenere un match valevole per il Raw Women's Championship di Belair a Hell in a Cell. Nella puntata di Raw del 23 maggio, Lynch ottenne però un ulteriore match contro Asuka e, poco dopo, la sconfisse, venendo così aggiunta all'incontro dell'evento, che diventò un triple threat match.
Dopo diversi scontri fisici, Bobby Lashley sconfisse Omos a WrestleMania 38. Nella puntata di Raw del 4 aprile, Lashley fu tradito dal suo manager, MVP, che si schierò con Omos, aiutandolo poi a prevalere nella rivincita di WrestleMania Backlash. Nella puntata di Raw del 16 maggio, Lashley e Omos si affrontarono in uno steel cage match, dove fu il primo a trionfare accidentalmente per evasione dalla gabbia dopo che Omos lo gettò contro una parete di essa, la quale tuttavia collassò facendolo cadere all'esterno del ring. La settimana successiva, Lashley sfidò MVP ad un match in cui il vincitore avrebbe poi scelto la stipulazione speciale dell'incontro risolutore tra lui e Omos a Hell in a Cell; poco dopo, MVP batté Lashley per count-out grazie all'aiuto di Omos, con i due che decisero poi di affrontarlo in un 2-on-1 handicap match all'evento.
A WrestleMania Backlash, Edge sconfisse nuovamente AJ Styles grazie all'interferenza di Rhea Ripley, che si rivelò essere la nuova adepta del Judgment Day. Nel corso delle successive puntate di Raw, Styles unì le forze con Finn Bálor e Liv Morgan, anch'essi in faida con la stable di Edge, e i tre sfidarono il Judgment Day ad un six-person tag team match per Hell in a Cell.
A WrestleMania 38, Madcap Moss distrasse accidentalmente il suo alleato Happy Corbin, causandone la sconfitta nel suo match contro Drew McIntyre. Ciò causò la divisione tra i due, con Corbin che reputò Moss come artefice delle sue ultime sconfitte e lo attaccò, portando ad un incontro tra i due a WrestleMania Backlash, dove fu Moss a prevalere. Nella puntata di SmackDown del 13 maggio, Corbin assalì Moss mentre questi stava tenendo un'intervista nel backstage, attaccandolo brutalmente con una sedia e provocandogli così una contusione al collo (kayfabe). Moss fece poi ritorno durante la puntata di SmackDown del 3 giugno, dove colpì ripetutamente Corbin con una sedia, costringendo l'official Adam Pearce a sancire un no holds barred match tra i due per Hell in a Cell.
Completano la card dell'evento il match tra Kevin Owens e Ezekiel e il match per lo United States Championship tra il campione Theory e lo sfidante Mustafa Ali.

## Risultati
| # | Match                                                           | Stipulazioni                                            | Durata |
| - | --------------------------------------------------------------- | ------------------------------------------------------- | ------ |
| 1 | Bianca Belair (c) ha sconfitto Asuka e Becky Lynch              | Triple threat match per il WWE Raw Women's Championship | 18:56  |
| 2 | Bobby Lashley ha sconfitto MVP e Omos per sottomissione         | 2-on-1 handicap match                                   | 8:25   |
| 3 | Kevin Owens ha sconfitto Ezekiel                                | Single match                                            | 9:20   |
| 4 | Il Judgment Day ha sconfitto AJ Styles, Finn Bálor e Liv Morgan | Six-person tag team match                               | 16:03  |
| 5 | Madcap Moss ha sconfitto Happy Corbin                           | No holds barred match                                   | 12:05  |
| 6 | Theory (c) ha sconfitto Mustafa Ali                             | Single match per il WWE United States Championship      | 10:25  |
| 7 | Cody Rhodes ha sconfitto Seth Rollins                           | Hell in a cell match                                    | 24:21  |